# Municipio de Blansett
El municipio de Blansett (en inglés: Blansett Township) es un municipio ubicado en el condado de Scott en el estado estadounidense de Arkansas. En el año 2010 tenía una población de 158 habitantes y una densidad poblacional de 0,64 personas por km².

## Geografía
El municipio de Blansett se encuentra ubicado en las coordenadas 34°46′7″N 94°13′51″O / 34.76861, -94.23083. Según la Oficina del Censo de los Estados Unidos, el municipio tiene una superficie total de 248.16 km², de la cual 247,56 km² corresponden a tierra firme y (0,24 %) 0,6 km² es agua.

## Demografía
Según el censo de 2010, había 158 personas residiendo en el municipio de Blansett. La densidad de población era de 0,64 hab./km². De los 158 habitantes, el municipio de Blansett estaba compuesto por el 93,04 % blancos, el 3,16 % eran amerindios, el 1,9 % eran asiáticos, el 0,63 % eran de otras razas y el 1,27 % eran de una mezcla de razas. Del total de la población el 0,63 % eran hispanos o latinos de cualquier raza.